# Inegalitatea lui Bernoulli

Graficele funcțiilor
, în roșu
, în albastru.
S-a luat

Inegalitatea lui Bernoulli, atribuită lui Jakob Bernoulli (1654 - 1705), reprezintă una din inegalitățile care stau la baza teoretică a analizei matematice.

## Enunț
Dacă {\displaystyle x,r\in \mathbb {R} },   cu  {\displaystyle x\geq -1} și   {\displaystyle r\geq 1},   atunci:
{\displaystyle (1+x)^{r}\geq 1+rx} .

## Demonstrație

### Cazulr∈Z{\displaystyle r\in \mathbb {Z} }
Se aplică metoda inducției complete infinite din aproape în aproape, metodă numită inducție matematică.
Pentru {\displaystyle r=0\,}, inegalitatea este echivalentă {\displaystyle 1\geq 1}  , ceea ce este evident. Acesta este cazul de pornire al metodei inducției infinite.
Presupunând că inegalitatea se verifică pentru {\displaystyle r=n\,} se demonstrează valabilitatea implicației și pentru {\displaystyle r=n+1\,}. Acesta este pasul inductiv al metodei.
Din {\displaystyle (1+x)^{n}\geq 1+nx} rezultă
{\displaystyle (1+x)(1+x)^{n}\geq (1+x)(1+nx)}
și aceasta deoarece {\displaystyle (1+x)\geq 0}.
{\displaystyle \iff }
{\displaystyle (1+x)^{n+1}\geq 1+nx+x+nx^{2}}
{\displaystyle \iff }
{\displaystyle (1+x)^{n+1}\geq 1+(n+1)x+nx^{2}} .
Cum însă {\displaystyle 1+(n+1)x+nx^{2}\geq 1+(n+1)x}
(  deoarece {\displaystyle nx^{2}\geq 0}  )
rezultă
{\displaystyle (1+x)^{n+1}\geq 1+(n+1)x}
așadar, propoziția este valabilă și pentru 
{\displaystyle r=n+1\,}

### Cazulr∈R{\displaystyle r\in \mathbb {R} }
În acest caz, se va face apel la noțiunea de serie binomială care se poate aplica pentru exponenți fracționari.